# Silvio Longhi
Silvio Longhi (Vestone, 20 aprile 1865 – Roma, 29 giugno 1937) è stato un magistrato e giurista italiano, senatore del Regno d'Italia.

## Biografia

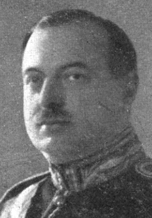
Alfredo Rocco, ministro della Giustizia dal 1925 al 1932

Nato nel 1865 a Vestone, comune della Valle Sabbia nel Bresciano, laureato in giurisprudenza, Silvio Longhi fu libero docente in diritto e procedura penale all'Università di Siena. Vinto nel 1899 il concorso in magistratura, rinunciò alla carriera universitaria (non divenne mai professore ordinario). Dopo essere stato procuratore generale e primo presidente della Corte d'appello dell'Aquila, nel 1930 Longhi divenne procuratore generale presso la Corte di Cassazione, incarico che mantenne sino al 1935.
Amico di Alfredo Rocco, ministro della Giustizia del governo Mussolini, fu chiamato a far parte del comitato per il progetto del nuovo codice penale. Ne nacque il cosiddetto "codice Rocco" che, approvato nel 1930 e tuttora con varie modifiche in vigore, sostituì il precedente "codice Zanardelli" del 1889.
Alla fine del 1928, su proposta dello stesso Rocco, Longhi fu nominato senatore del Regno d'Italia. Morì a Roma, a settantadue anni, nel 1937.
Nella sua attività di studioso del diritto penale pose particolare attenzione alle pene, la sua teoria unitaria affianca la prevenzione del delitto alla sua repressione. In difformità con le opinioni prevalenti del suo tempo, considerò la pena di morte come eccezionale e da porre fuori dal Codice, riservandola a reati di eccezionale gravità pubblica e politica di competenza del Tribunale speciale per la difesa dello Stato.

## Opere
- La bancarotta. Esposizione teorico-pratica e contributo per una riforma legislativa, Milano, U. Hoepli, 1898.
- Teoria generale delle contravvenzioni, Estratto dalla Enciclopedia giuridica italiana, Milano, SEI, 1898.
- La riprensione giudiziale e l'evoluzione delle pene morali , Milano, Società editrice libraria, 1903.
- La legittimità della resistenza agli atti dell'autorità nel diritto penale, Milano, F. Vallardi, dopo il 1907.
- Repressione e prevenzione nel diritto penale attuale, Milano, Società editrice libraria, 1911.
- Per un codice della prevenzione criminale, Milano, Unitas, 1922.
- Bancarotta ed altri reati in materia commerciale, seconda. ed. riv. e ampliata, Milano, Società editrice libraria, 1930.
- Anticipazioni della riforma penale, Milano, Treves, 1931.